# مساحة محصورة
المساحة المحصورة هي مساحة ذات دخول وخروج محدود وغير مناسبة للبشر. ومن الأمثلة على ذلك الجزء الداخلي من خزان التخزين، الذي يدخله عمال الصيانة أحيانًا ولكنه غير مخصص للإشغال البشري. تشتمل المخاطر في الأماكن الضيقة غالبًا على الغبار أو الغازات الضارة، أو الاختناق، أو الغمر في السوائل أو المواد الصلبة الحبيبية المتدفقة بحرية (على سبيل المثال، صناديق الحبوب)، أو الصعق بالكهرباء، أو الانحباس.

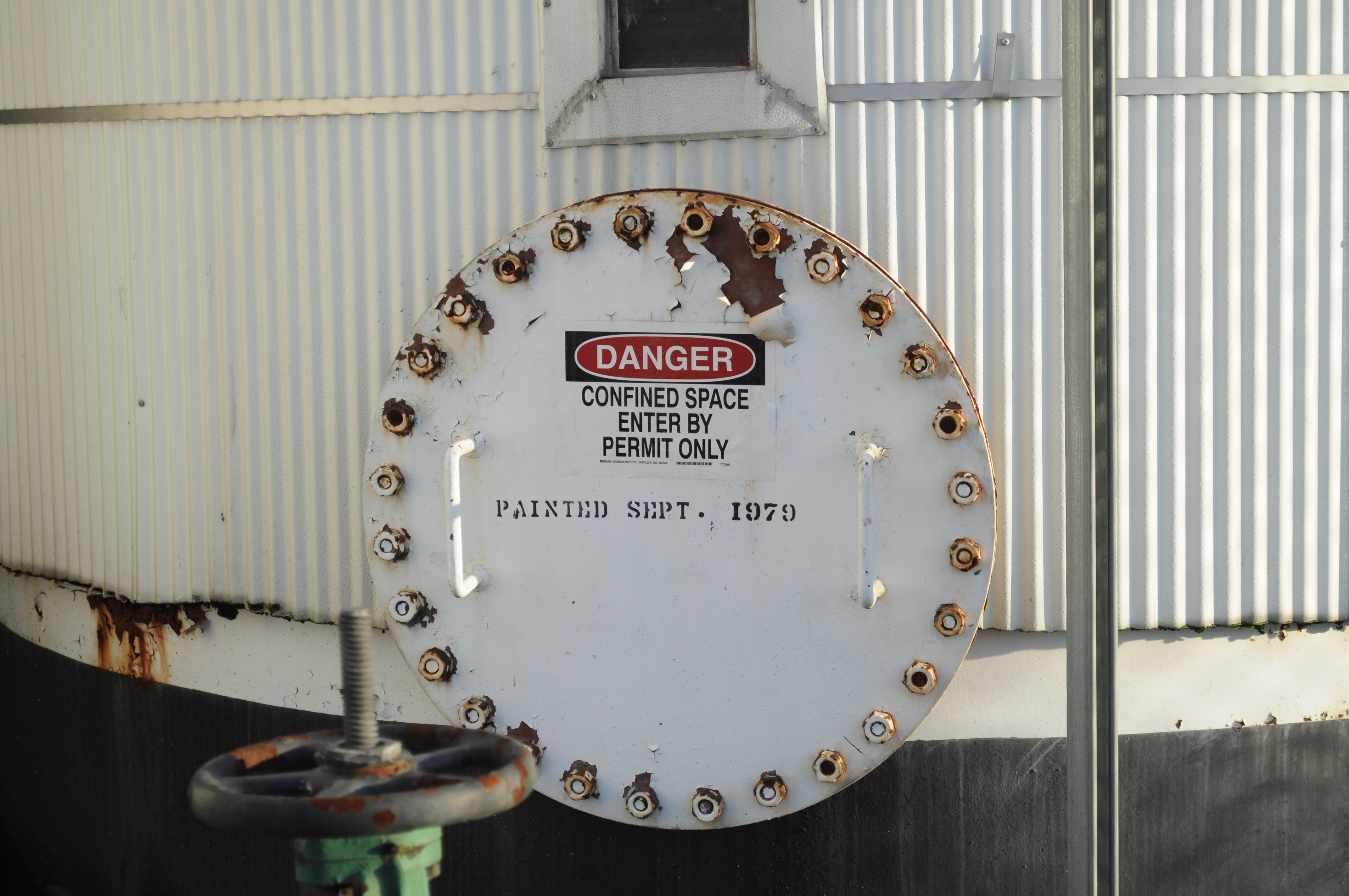
علامة تحذيرية للمكان الضيق على معدات المعالجة.

تشكل حوادث الأماكن المحصورة مصدر قلق خاص فيما يتعلق بالسلامة والصحة المهنية بسبب المخاطر التي تشكلها على الضحية وبالتالي على فريق الإنقاذ. يحدد التدريب على الأماكن المحصورة المهارات والبروتوكولات اللازمة للدخول الآمن إلى الأماكن المحصورة، ويتضمن احتياطات مثل إغلاق أنابيب التوصيل ووضع علامات عليها، واختبار جودة الهواء القابل للتنفس، والتهوية القسرية، ومراقبة العاملين في المساحة، وخطة إنقاذ محددة مسبقًا مع الإجراءات المناسبة. أحزمة الأمان ومعدات الإنقاذ الأخرى في وضع الاستعداد.

## وصف
على الرغم من أن تعريف المساحة المحصورة يختلف بين الولايات القضائية، إلا أنه من المعترف به عمومًا أنه مساحة:
- لديها وسائل محدودة أو مقيدة للدخول أو الخروج.
- كبيرة بما يكفي ليتمكن الشخص من الدخول لأداء المهام.
- لم يتم تصميمه أو تهيئته للإشغال المستمر.[2]

نفق المرافق، والجزء الداخلي من المرجل (لا يمكن الوصول إليه إلا عند إيقاف تشغيل المرجل)، والجزء الداخلي من خزان تخزين السوائل، وخزان الصرف الصحي الذي يحتوي على مياه الصرف الصحي، وقبو كهربائي صغير تحت الأرض، كلها أمثلة على المساحات الضيقة. عادةً ما تحتوي السفن والسفن الأخرى على مساحات محدودة بسبب الحاجة إلى بناء مجزأ مانع لتسرب الماء. يختلف التعريف الدقيق للمساحة المحصورة اعتمادًا على نوع الصناعة. حتى وقت قريب، تم تعريف المساحات الضيقة في موقع البناء بشكل مختلف عن الأماكن الضيقة في الصناعة العامة مثل مصنع الورق. لقد تغير ذلك بسبب التنظيم الجديد للمساحة الضيقة للبناء. يمكن تصنيف الأماكن المحصورة التي تشكل مخاطر خاصة على العمال، بما في ذلك مخاطر تراكم الغازات السامة أو الخانقة، والحرائق، والسقوط، والفيضانات، والفخاخ، على أنها أماكن محصورة تتطلب تصريحًا اعتمادًا على طبيعة الخطر وشدته.
حتى الأجزاء الصالحة للسكن عادة من المبنى مثل الممرات أو المكاتب قد تأخذ خصائص المساحة الضيقة، أثناء العمليات التي تغير التهوية العادية والوصول. على سبيل المثال، قد يتم تغليف الغرفة بأغطية بلاستيكية للطلاء ولا يجوز تشتيت أي بخار منبعث في الغرفة عن طريق قنوات التهوية المسدودة. ولكن لن يتم تعريف هذه المناطق على أنها مساحات محصورة من قبل إدارة السلامة والصحة المهنية.
في الولايات المتحدة، يجب أن يتوافق الدخول إلى الأماكن الضيقة التي تتطلب تصريحًا مع اللوائح الصادرة عن إدارة السلامة والصحة المهنية (OSHA). وتشمل هذه اللوائح وضع برنامج مكتوب، وإصدار تصاريح الدخول، وتعيين مرافقين، وتعيين الوافدين، وضمان وسائل الإنقاذ.
وفقًا لإدارة السلامة والصحة المهنية، تتمتع المساحة المحصورة المطلوبة (المساحة المسموح بها) بالخصائص الثلاث المذكورة أعلاه (والتي تحدد المساحة المحصورة) وواحدة أو أكثر مما يلي:
1. تحتوي أو لديها القدرة على احتواء أجواء خطرة
2. تحتوي على مادة لديها القدرة على ابتلاع المشارك
3. يحتوي على تكوين داخلي قد يتسبب في احتجاز الوافد أو اختناقه بسبب الجدران المتقاربة إلى الداخل أو بسبب الأرضية التي تنحدر للأسفل وتتناقص تدريجيًا إلى مقطع عرضي أصغر
4. يحتوي على أي مخاطر خطيرة أخرى تتعلق بالسلامة أو الصحة.

بالإضافة إلى المخاطر التي يشكلها تصميم المكان، يمكن أن تشكل أنشطة العمل أيضًا مخاطر خطيرة على السلامة (الحرارة والضوضاء والأبخرة وما إلى ذلك) والتي يجب أخذها في الاعتبار عند تحديد تدابير السلامة التي يجب اتخاذها.

## مخاطر جوية
الخطر الأكثر شيوعًا في الأماكن الضيقة هو المخاطر الجوية. وتؤثر هذه العوامل على جودة الهواء وتشكل مخاطر فورية على الصحة أو الحياة. ويجب التحقق من الظروف الجوية المقبولة قبل الدخول، ويجب مراقبتها بشكل مستمر أثناء إشغال المكان. إن تركيز الأكسجين ووجود الغازات السامة والمواد القابلة للاشتعال هي الشروط الثلاثة التي يجب مراقبتها.
وفقًا لإدارة السلامة والصحة المهنية، يعتبر تركيز الأكسجين آمنًا إذا كان يتراوح بين 19.5% و23.5% من إجمالي الغلاف الجوي. للحماية من الغازات السامة، يوجد للملوثات حدود التعرض المسموح بها، والتي تحددها إدارة السلامة والصحة المهنية (OSHA) داخل الولايات المتحدة. كما لا يمكن أن يستمر العمل إذا وصل تركيز المادة أو تجاوز 10% من الحد الأدنى للانفجار.
حتى إذا تم اختبار الخزان أو الوعاء المماثل في البداية وتبين أنه يحتوي على هواء قابل للتنفس، فقد ينشأ خطر أثناء العمليات داخل الخزان إذا كانت البقايا الموجودة داخل الخزان يمكن أن تطلق غازًا سامًا أو بخارًا عند إزعاجه أو في حالة اشتعاله عن طريق الخطأ. قد تحتوي خزانات المياه الفولاذية على تركيز أكسجين منخفض بشكل خطير عندما تصدأ الأجزاء الداخلية.

## شهادة الدخول
في العديد من المواقف، يلزم الحصول على شهادة بأن الجو غير خطير من قبل شخص مدرب أو مختص قبل أن يتمكن الأفراد من دخول مكان محدود دون استخدام جهاز التنفس الصناعي. في بحرية الولايات المتحدة، هذا الشخص هو المهندس المعين على متن السفينة الخالية من الغاز. في القطاع البحري، يلزم وجود كيميائي بحري معتمد من الرابطة الوطنية للوقاية من الحرائق (NFPA) لإجراء الاختبار في جميع الأماكن الضيقة التي تحتوي على مواد قابلة للاشتعال أو قابلة للاحتراق أو سامة. يمكن إجراء الشهادة في البيئات المدنية من قبل أي موظف تم تدريبه وتفويضه من قبل صاحب العمل. يتم تعيين مشرف الدخول، بموجب لوائح إدارة السلامة والصحة المهنية، من قبل صاحب العمل ويضمن أن المساحة آمنة للدخول ويتم التحكم في جميع المخاطر.
تؤكد الإرشادات المقدمة من إدارة السلامة والصحة المهنية على أهمية وضع إجراءات تركز على منع الوصول غير المصرح به. وينص على أنه يجب تركيب حواجز الأماكن المحصورة المؤقتة "على الفور" بمجرد إزالة أغطية الدخول للوصول. وهذا يمنع الوصول غير المصرح به، والسقوط العرضي في الفضاء ودخول الأجسام الغريبة فيه.
في الولايات المتحدة، تُعفى العمليات الزراعية من اللوائح التي تحكم المساحات الضيقة التي تتطلب تصريحًا (والتي تختص بالصناعة العامة)، لكنها لا تزال مطلوبة لتحديد مخاطر الأماكن الضيقة والسيطرة عليها.

## إصابات ووفيات
تتكرر الإصابات والوفيات في الأماكن الضيقة، وغالبًا ما تنطوي على وفيات متتالية عندما يستسلم رجال الإنقاذ المحتملون لنفس المشكلة التي واجهتها الضحية الأولية. في الثمانينيات، كان ما يقرب من 60% من الوفيات يتعلق بمنقذين محتملين، وأكثر من 30% من الوفيات تحدث في مساحة تم اختبارها وتبين أنها آمنة للدخول. أحد الأمثلة كان في عام 2006 في منجم سوليفان الذي تم إيقاف تشغيله في كولومبيا البريطانية بكندا عندما توفي ضحية أولية ثم ثلاثة من رجال الإنقاذ.
تمثل الحوادث التي تقع في الأماكن الضيقة تحديات فريدة وغالبًا ما تكون كارثية، مثل حريق جورج تاون كولورادو في عام 2007.
في عام 1999، شمال غرب الصحة والسلامة المهنية  أصدرت دراسة عن الوفيات في الأماكن المحصورة بناءً على تقارير من إدارة السلامة والصحة المهنية (OSHA) والمعهد الوطني لصحة السلامة المهنية (NIOSH) وإدارة سلامة وصحة المناجم (MHSA) مع تفصيل أسبابها. يعتقد الباحثون أن الأرقام التالية ليست سوى جزء صغير من حوادث الأماكن المحصورة المميتة التي حدثت بالفعل، حيث لم يتم تحديد العديد من المواقع في البداية على أنها أماكن محصورة، ولم تتضمن تقارير إدارة السلامة والصحة المهنية حالات الوفاة غير الخطرة في الأماكن المحصورة في دراساتها قبل عام 1982، ولا يزال المعهد الوطني للسلامة والصحة المهنية (NIOSH) لا تدرج حالات الوفاة في الأماكن المحصورة غير الخطرة في دراساتها، ولا تلاحظ العديد من الولايات الأمريكية وجود أماكن محصورة في تقارير الوفيات المقدمة إلى إدارة السلامة والصحة المهنية.
- الحرائق والانفجارات (OSHA 1982a): 50 حادثًا في الأماكن المحصورة من عام 1974 إلى عام 1979 أدت إلى مقتل 76 شخصًا.

كانت غالبية الحوادث ناجمة عن خطأ العمال أو المعدات المعيبة.
- علامة الإغلاق (OSHA 1982b): 83 حادثًا في الأماكن المحصورة من عام 1974 إلى عام 1980 أدت إلى 83 حالة وفاة.

تغطي هذه الفئة سيور النقل والآلات الموجودة على أرضية المصنع وما إلى ذلك والتي لا تعتبر بشكل عام مساحات محدودة، ولكنها تستوفي معايير المساحة المحصورة.
- مناولة الحبوب (OSHA 1983): 105 حوادث في الأماكن المحصورة من عام 1977 إلى عام 1981 أدت إلى وفاة 126 شخصًا.
- الأجواء السامة والخانقة (OSHA 1985): 122 حادثًا في الأماكن المحصورة من عام 1974 إلى عام 1982 أدت إلى 173 حالة وفاة.

- اللحام والقطع (OSHA 1988): 217 حادثًا في الفترة من 1974 إلى 1985 وتسببت في 262 حالة وفاة.

لا تسجل تقارير إدارة السلامة والصحة المهنية الخاصة بوفيات اللحام والقطع ما إذا كان الحادث قد وقع في مكان ضيق أم لا، وتشير التقديرات إلى أن 22٪ من الحوادث وقعت في مكان ضيق.
- بناء السفن وإصلاحها (OSHA 1990): 151 حادثًا في الفترة من 1974 إلى 1984 أدت إلى 176 حالة وفاة.لا تسجل تقارير إدارة السلامة والصحة المهنية الخاصة بوفيات بناء السفن ما إذا كان الحادث قد وقع في مكان ضيق أم لا، فمن المقدر أن 36٪ من الحوادث وقعت في مكان ضيق.

- التعدين (تقرير MSHA 1988): 38 حادثًا في الفضاء الضيق من عام 1980 إلى عام 1986 أدت إلى مقتل 44 شخصًا.

وفقًا للبيانات التي جمعتها وزارة العمل الأمريكية، ومكتب إحصاءات العمل، وبرنامج تعداد الإصابات المهنية المميتة، تراوحت الإصابات القاتلة في الأماكن الضيقة من مستوى منخفض بلغ 81 في عام 1998 إلى مستوى مرتفع بلغ 100 في عام 2000 خلال فترة الخمس سنوات. بمتوسط 92 حالة وفاة سنويا.

## إنقاذ

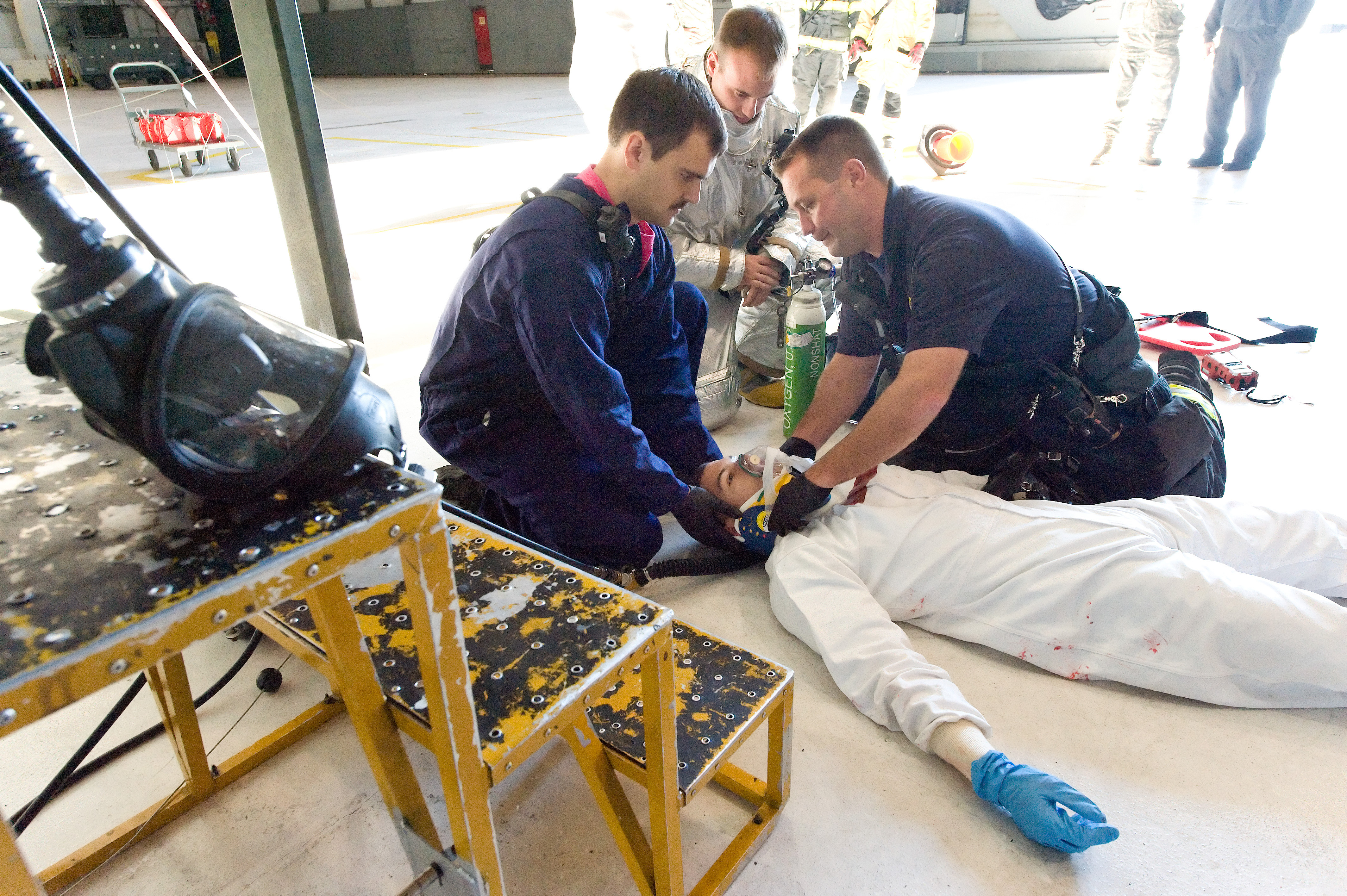
تمرين إنقاذ في مساحة محصورة تابع للقوات الجوية الأمريكية

عندما يكون هناك نظام لتصاريح الدخول، تكون هناك حاجة إلى خطة إنقاذ، تتضمن فريق إنقاذ مدربًا ومجهزًا ومتوفرًا ضمن استجابة معقولة. وسوف يدرج الأفراد والمعدات المطلوبة للتواجد في موقع العمل قبل السماح بالدخول. قد تكون هناك حاجة إلى معدات خاصة مثل الرافعات ثلاثية القوائم، والأحزمة، وغيرها لتخليص العامل من بيئة سامة، دون تعريض أفراد الإنقاذ للخطر بشكل غير مبرر. في بعض المنشآت الصناعية، يتم الجمع بين خدمات الإنقاذ العاملة في الارتفاعات (WAH) والأماكن المحصورة (CS) وتقديمها معًا.